# Caichengyunite
La caichengyunite è un minerale molto raro considerato dall'Associazione Mineralogica Internazionale (IMA) come minerale "senza nome, probabilmente valido". Appartiene alla famiglia dei "solfati, selenati, tellurati, cromati, molibdati e tungstati" e possiede composizione chimica Fe2+3Al2(SO4)6·30(H2O).

## Etimologia e storia
Il minerale è stato nominato caichengyunite in onore del geologo cinese Cai Chen Yung.

## Classificazione
Nella classica nona edizione della sistematica dei minerali di Strunz, aggiornata dall'IMA fino al 2009, elenca la caichengyunite nella classe "7. Solfati (selenati, tellurati, cromati, molibdati, tungstati)" e nella sottoclasse "7.C Solfati (selenati, ecc.) senza anioni aggiuntivi, con H2O"; questa viene più finemente suddivisa in base alla dimensione dei cationi coinvolti, in modo da trovare la caichengyunite nella sezione "7.CB Con soltanto cationi di media dimensione" dove è l'unico membro del sistema nº 7.CB.95.
Nell'edizione successiva, proseguita dal database "mindat.org", tale classificazione subisce una leggera modifica non in classe o sottoclasse, ma solo nel numero di sistema, che qui è il nº 7.CB.57.
Nella Sistematica dei lapis (Lapis-Systematik) di Stefan Weiß la caichengyunite è elencata nella classe dei "solfati, cromati, molibdati e tungstati" e nella sottoclasse dei "solfati idrati, senza anioni estranei"; qui è nella sezione dei "cationi medi e molto grandi; gruppo dell'alotrichite" dove forma il sistema nº VI/C.12 insieme ad alotrichite, apjohnite, bílinite, dietrichite, pickeringite, redingtonite e wupatkiite.

## Abito cristallino
La caichengyunite cristallizza nel sistema monoclino e possiede le costanti di reticolo a = 7,63 Å, b = 24,13 Å, c = 22,64 Å e β = 111,06°, oltre 4 unità di formula per cella unitaria.

## Origine e giacitura
La caichengyunite è un minerale rarissimo e ancora in fase di valutazione; finora è stata trovata solo in un sito, il deposito di piombo-zinco di "Longshu" nella contea di Huidong nel Sichuan (Cina).

## Forma in cui si presenta in natura
La caichengyunite si presenta in aggregati fibrosi, filiformi, di colore bianco-grigiastro, con granuli lunghi fino a 30 mm e di diametro pari a 0,01 mm. Tali granulisono trasparenti con lucentezza che va dal vitreo al serico; il colore dello striscio è bianco.

## Proprietà
Con la sua durezza Mohs tra 1,5 e 2, la caichengyunite è un minerale piuttosto morbido; è solubile in acqua e non è radioattiva.